# San Francisco (Zulia)
Pour les articles homonymes, voir San Francisco (homonymie).
San Francisco est l'une des 21 municipalités de l'État de Zulia au Venezuela. Son chef-lieu est San Francisco. En 2011, la population s'élève à 446 757 habitants.

## Géographie

### Subdivisions
La municipalité est constituée de sept paroisses civiles avec chacune à sa tête une capitale (entre parenthèses) :
- San Francisco (San Francisco) ;
- El Bajo (El Bajo) ;
- Domitila Flores (El Silencio) ;
- Francisco Ochoa (Sierra Maestra) ;
- Los Cortijos (Los Cortijos) ;
- Marcial Hernández (Sur América) ;
- José Domingo Rus (Urbanización El Caujaro).